# Гура Швентей Анни (хълм)
Гура Швентей Анни (на полски: Góra Świętej Anny) е планински връх, разположен в планината Хелм, Полша, с височина 408 m над морското равнище. На склона му се намира едноименното селище.
На върха се намира Францискански манастир, посветен на Света Анна, амфитеатър и голгота.
Около върха е разположен природният парк Гура Швентей Анни и геопарк Гора Швентей Анни. През 1998 г. се състоят многобройни протести срещу изграждането на магистрала около връха и природния парк.